# Turniej o Złoty Kask 1961
Turniej o Złoty Kask 1961 – rozegrany w sezonie 1961 turniej żużlowy z cyklu rozgrywek o „Złoty Kask”. Wygrał pierwszy turniej w historii Florian Kapała z Rzeszowa, drugi był Henryk Żyto i Marian Kaiser stanął na najniższym stopniu.

## Wyniki
Czołówka piątka

### I turniej
- 22 kwietnia 1961 r. (sobota), Bydgoszcz

| Msc. | Zawodnik               | Klub                  | Pkt |  |  |
| ---- | ---------------------- | --------------------- | --- |  |  |
| 1    | Florian Kapała         | Stal Rzeszów          | 15  |  |  |
| 2    | Konstanty Pociejkowicz | Sparta Wrocław        | 14  |  |  |
| 3    | Marian Kaiser          | Legia Gdańsk          | 12  |  |  |
| 4    | Stefan Kwoczała        | Włókniarz Częstochowa | 11  |  |  |
| 5    | Edward Kupczyński      | Polonia Bydgoszcz     | 8   |  |  |

### II turniej
- 6 maja 1961 r. (sobota), Rzeszów

| Msc. | Zawodnik               | Klub                  | Pkt |  |  |
| ---- | ---------------------- | --------------------- | --- |  |  |
| 1    | Florian Kapała         | Stal Rzeszów          | 15  |  |  |
| 2    | Konstanty Pociejkowicz | Sparta Wrocław        | 13  |  |  |
| 3    | Stefan Kwoczała        | Włókniarz Częstochowa | 11  |  |  |
| 4    | Henryk Żyto            | Unia Leszno           | 10  |  |  |
| 5    | Stefan Kępa            | Stal Rzeszów          | 10  |  |  |

### III turniej
- 13 maja 1961 r. (sobota), Nowa Huta

| Msc. | Zawodnik        | Klub          | Pkt |  |  |
| ---- | --------------- | ------------- | --- |  |  |
| 1    | Joachim Maj     | Górnik Rybnik | 14  |  |  |
| 2    | Florian Kapała  | Stal Rzeszów  | 13  |  |  |
| 3    | Henryk Żyto     | Unia Leszno   | 13  |  |  |
| 4    | Stanisław Tkocz | Górnik Rybnik | 12  |  |  |
| 5    | Marian Kaiser   | Legia Gdańsk  | 11  |  |  |

### IV turniej
- 20 maja 1961 r. (sobota), Gdańsk

| Msc. | Zawodnik         | Klub                  | Pkt |  |  |
| ---- | ---------------- | --------------------- | --- |  |  |
| 1    | Henryk Żyto      | Unia Leszno           | 18  |  |  |
| 2    | Florian Kapała   | Stal Rzeszów          | 15  |  |  |
| 3    | Stanisław Tkocz  | Górnik Rybnik         | 14  |  |  |
| 4    | Marian Kaiser    | Legia Gdańsk          | 12  |  |  |
| 5    | Stanisław Rurarz | Włókniarz Częstochowa | 11  |  |  |

### V turniej
- 3 czerwca 1961 r. (sobota), Wrocław

| Msc. | Zawodnik        | Klub              | Pkt |  |  |
| ---- | --------------- | ----------------- | --- |  |  |
| 1    | Marian Kaiser   | Legia Gdańsk      | 15  |  |  |
| 2    | Norbert Świtała | Polonia Bydgoszcz | 13  |  |  |
| 3    | Joachim Maj     | Górnik Rybnik     | 12  |  |  |
| 4    | Florian Kapała  | Stal Rzeszów      | 11  |  |  |
| 5    | Henryk Żyto     | Unia Leszno       | 9,5 |  |  |

### VI turniej
- 10 czerwca 1961 r. (sobota), Rybnik

| Msc. | Zawodnik        | Klub          | Pkt |  |  |
| ---- | --------------- | ------------- | --- |  |  |
| 1    | Stanisław Tkocz | Górnik Rybnik | 15  |  |  |
| 2    | Florian Kapała  | Stal Rzeszów  | 13  |  |  |
| 3    | Marian Kaiser   | Legia Gdańsk  | 13  |  |  |
| 4    | Joachim Maj     | Górnik Rybnik | 12  |  |  |
| 5    | Henryk Żyto     | Unia Leszno   | 12  |  |  |

### VII turniej
- 24 czerwca 1961 r. (sobota), Poznań

| Msc. | Zawodnik            | Klub              | Pkt |  |  |
| ---- | ------------------- | ----------------- | --- |  |  |
| 1    | Henryk Żyto         | Unia Leszno       | 15  |  |  |
| 2    | Florian Kapała      | Stal Rzeszów      | 14  |  |  |
| 3    | Marian Kaiser       | Legia Gdańsk      | 13  |  |  |
| 4    | Mieczysław Połukard | Polonia Bydgoszcz | 12  |  |  |
| 5    | Norbert Świtała     | Polonia Bydgoszcz | 10  |  |  |

### VIII turniej
- 8 lipca 1961 r. (sobota), Częstochowa

| Msc. | Zawodnik            | Klub              | Pkt |  |  |
| ---- | ------------------- | ----------------- | --- |  |  |
| 1    | Marian Kaiser       | Legia Gdańsk      | 14  |  |  |
| 2    | Mieczysław Połukard | Polonia Bydgoszcz | 14  |  |  |
| 3    | Joachim Maj         | Górnik Rybnik     | 13  |  |  |
| 4    | Florian Kapała      | Stal Rzeszów      | 10  |  |  |
| 5    | Norbert Świtała     | Polonia Bydgoszcz | 10  |  |  |

### IX turniej
- 9 września 1961 r. (sobota), Warszawa

| Msc. | Zawodnik        | Klub          | Pkt |  |  |
| ---- | --------------- | ------------- | --- |  |  |
| 1    | Henryk Żyto     | Unia Leszno   | 15  |  |  |
| 2    | Stefan Kępa     | Stal Rzeszów  | 12  |  |  |
| 3    | Marian Kaiser   | Legia Gdańsk  | 11  |  |  |
| 4    | Stanisław Tkocz | Górnik Rybnik | 11  |  |  |
| 5    | Joachim Maj     | Górnik Rybnik | 11  |  |  |

## Klasyfikacja końcowa
Uwaga!: Odliczono 2 najgorsze wyniki.
| Poz | Zawodnik            | Klub                  | BDG | RZE | NHT | GDA | WRO | RYB | POZ | CZE | WAR | Punkty |
| --- | ------------------- | --------------------- | --- | --- | --- | --- | --- | --- | --- | --- | --- | ------ |
| 1   | Florian Kapała      | Stal Rzeszów          | 15  | 15  | 13  | 15  | 11  | 13  | 14  | 10  | 10  | 96     |
| 2   | Henryk Żyto         | Unia Leszno           | 4   | 10  | 13  | 18  | 6   | 12  | 15  | 8   | 15  | 91     |
| 3   | Marian Kaiser       | Legia Gdańsk          | 12  | 8   | 11  | 12  | 15  | 13  | 13  | 14  | 11  | 90     |
| 4   | Joachim Maj         | Górnik Rybnik         | 6   | 9   | 14  | 8   | 12  | 12  | 9   | 13  | 11  | 80     |
| 5   | Stanisław Tkocz     | Górnik Rybnik         | 5   | 5   | 12  | 14  | 9   | 15  | 10  | 6   | 11  | 77     |
| 6   | Mieczysław Połukard | Polonia Bydgoszcz     | 8   | 4   | 6   | 10  | 8   | 5   | 12  | 14  | 1   | 63     |
| 7   | Stefan Kępa         | Stal Rzeszów          | 4   | 10  | 7   | 10  | 4   | 7   | 6   | 8   | 12  | 60     |
| 8   | Norbert Świtała     | Polonia Bydgoszcz     | 8   | 6   | 6   | 5   | 13  | 3   | 10  | 10  | 1   | 58     |
| 9   | Jan Malinowski      | Stal Rzeszów          | 0   | 9   | 7   | 8   | 5   | -   | 3   | 4   | 9   | 45     |
| 10  | Janusz Suchecki     | Polonia Bydgoszcz     | 7   | 5   | 5   | 6   | -   | -   | 5   | 5   | 9   | 42     |
| 11  | Stanisław Rurarz    | Włókniarz Częstochowa | 6   | 3   | 3   | 11  | 8   | 3   | 4   | -   | 5   | 40     |
| 12  | Jan Kusiak          | Unia Leszno           | 2   | -   | 2   | 2   | 0   | 2   | 6   | -   | 3   | 17     |

| Kolor   | Wynik      |
| ------- | ---------- |
| Złoty   | Zwycięzca  |
| Srebrny | 2. miejsce |
| Brązowy | 3. miejsce |